# تايرا نو كيوموري
تايرا نو كييوموري (باليابانبة: 平清盛) عاش (1118-1181م): قائد ياباني من الرجال المحاربين، أصبح من رجال البلاط المؤثرين خلال نهاية «فترة هييآن» في اليابان. ينتمي إلى عشيرة الـ«تايرا»، يعتبر «كييوموري» أول شخص من طبقة الرجال المحاربين، استطاع أن يقوم بدور سياسي قيادي داخل البلاط الإمبراطوري.
كان الأكبر بين إخوته، أبوه المحارب «تايرا نو تاداموري» (1096-1153م). وعشيرته الـ«تايرا» تعد من بين أكبر عشائر النبلاء (يرجع بها النسب إلى العائلة الإمبراطورية) المحاربة، وضعت نفسها في خدمة الأباطرة المنعزلين. لمع اسم «كييوموري» أثناء اضطرابات عهد «هوجن» (هوجن نو ران). سنة 1156 م، بعد وفاة الإمبراطور المنعزل «توبا» (1107-1123م)، كان هؤلاء الأباطرة وبعد تنازلهم عن العرش، يقومون بوصاية على أبناءهم، ويستبقون الحكم الحقيقي بين أيديهم، قام الخلاف بين الإمبراطور المنعزل «سوتوكو» (1123-1141م) وأحد أبناء الإمبراطور المتوفى والذي عرف لاحقا باسم «غو شيراكاوا».
أخذ الأخير يبحث عمن يدعم حقوقه بين نبلاء البلاط المؤثرين، فوقع اختياره على عائلة الـ«فوجيوارا». استطاع إقناع «فوجيوارا نو تاداميشي» (1097-1164م) بدعمه، في الوقت الذي قام شقيق هذا الأخير «فوجيوارا نو يوريناغا» (1120-1156م) بدعم الإمبراطور «سوتوكو». قام كل من الأخوان «فوجيوارا»، بتجنيد حلفاءه من جهته. انضم «ميناموتو نو يوشيتومو» (1123-1160م) و«تايرا نو كييوموري» إلى حلف «غو شيراكاوا»، فيما انضم «ميناموتو نو تامه-يوشي» (1096-1156م) -هو نفسه والد «ميناموتو نو يوشيتومو» إلى حلف الإمبراطور السابق «سوتوكو». انتهى الصراع بغلبة أنصار «غو شيراكاوا»، كانت النتيجة القضاء على «يوريناغا» و«تامه-يوشي»، فيما كان مصير الإمبراطور «سوتوكو» النفي.
لم تكد الأمور تستقر حتى عاد الخلاف مجددا بين حلفاء الأمس، سادت البلاد فترة اضطرابات عرفت باسم «اضطرابات عهد هه-ئيجي». انتهت هذه الاضطرابات بانتصار «كييوموري» سنة 1159م على غريمه «يوشيتومو». عززت بذلك عشيرة الـ«تايرا» التي ينتمي إليها «كييوموري» هيمنتها وتفوقها على عشيرة الـ«ميناموتو».
خلا الجو لـ«كييوموري» من المنافسين، فأصبح سيد الموقف في البلاط الإمبراطوري. خلع على نفسه ألقابا عدة، وفي سنة 1167م اتخذ لقب «داجو دائيجن» (وزير الشؤون العليا)، ثم أخذ يقلد الـ«فوجيوارا» فزوج ابنته من الإمبراطور «تاكاكورا» (1168-1180م).
أعمل «كييوموري» جهود ه لضمان هيمنة مطلقة على البلاط الإمبراطوري، حقد عليه بسبب ذلك الإمبراطور ورجال البلاط، إذ كانوا يعدونه دخيلا عليهم. كما بيدوا أن «كييوموري» أهمل المقاطعات الأخرى، فتركها لمصيرها، وكان ذلك خطأ كبيرا. حاول بعدها أن ينقل البلاط إلى مدينة «فوكوهارا» (مدينة «كوبي» اليوم)، كانت له مطامح في بناء قوة بحرية كبيرة (اشتهر أسلافه من عشيرة الـ«تايرا» بأعمالهم البحرية أيضا). فشلت محاولته ولقيت رفضا قاطعاً من طرف البلاط الإمبراطوري.
استطاع سنة 1180م أن يضع على العرش حفيده «أنتوكو» (1180-1185م)، إلا أنه توفي في العام الموالي. لم تعمر هيمنة الـ«تايرا» طويلا بعد ذلك. كان ابني غريمه السابق «يوشيتومو»، «ميناموتو نو يوريتومو» (源頼朝) و«ميناموتو نو يوشي-تسونه» قد أصبحا في سن النضج. قاما بقيادة عمليات عسكرية أدت إلى إنهاء حكم عشيرة الـ«تايرا».

## روابط خارجية
- «تاريخ اليابان»